# Исмена
Исмена (др.-греч. Ἰσμήνη) — в греческой мифологии беотийская героиня, считавшаяся основательницей одной из беотийских общин.
В разных вариантах сказаний об Эдипе Исмена является его дочерью то от Иокасты, то от Евриганеи. У Софокла («Эдип в Колоне») Исмена в Аттике присоединяется к своему отцу, странствующему с Антигоной.
Согласно Иону Хиосскому, Исмена и Антигона сожжены в храме Геры Лаодамантом (сыном Этеокла).
Поэт Мимнерм писал, что Исмена была в любовной связи с неким Феоклименом и была по внушению Афины убита Тидеем во время свидания с ним, у источника, который также стал называться Исмена.
Героиня трагедии Эсхила «Семеро против Фив», трагедий Софокла «Эдип в Колоне» и «Антигона». Благодаря последнему получила значимое внимание в фиванском мифологическом цикле.
Героиня пьесы «Исмена» (Ismène) канадского драматурга Кароль Фрешетт, вдохновленной  «Антигоной» Софокла и опубликованной в 2023 году. Греческий перевод опубликован в 2024 году.
В честь Исмены назван астероид (190) Исмена, открытый в 1878 году.